# Wang Fei (jugadora de voleibol de playa)
Wang Fei (provincia de Henan; 6 de agosto de 1981) es una jugadora china de vóleibol de playa.
Su nombre en chino es 王菲.
Ganó una medalla de bronce en el Campeonato Mundial de Vóley Playa de 2005.

## Palmarés internacional
| Campeonato Mundial | Campeonato Mundial | Campeonato Mundial | Campeonato Mundial |
| Año                | Lugar              | Medalla            | Pareja             |
| ------------------ | ------------------ | ------------------ | ------------------ |
| 2005               | Berlín (Alemania)  | Medalla de bronce  | Tian Jia           |